# Aldhani
"Aldhani" es el cuarto episodio de la primera temporada de la serie de televisión estadounidense Andor, basada en Star Wars creada por George Lucas y spin-off precuela de Rogue One. Fue escrito por Dan Gilroy y dirigido por Susanna White. 
El episodio está protagonizado por Diego Luna como Cassian Andor, quien repite su papel de la película derivada, Rogue One (2016). Toby Haynes fue contratado en septiembre de 2020 luego de un retraso en la producción debido a la pandemia de COVID-19, y Tony Gilroy se unió a la serie como showrunner a principios de 2019, reemplazando a Stephen Schiff. Ambos son productores ejecutivos junto a Luna y Kathleen Kennedy.
"Aldhani" se estrenó en Disney+ el 28 de septiembre de 2022.

## Trama
Después de escapar de Ferrix, Luthen lleva a Cassian al planeta Aldhani y le pide que se una a una misión de robo allí que se llevara a cabo en 3 días más. Cassian se muestra reacio debido a que ya no cree en causas recordando que sobrevivió a una batalla donde solo sobrevivieron 50 soldados, pero finalmente acepta cuando Luthen lo motiva para usar sus habilidades en algo que valga la pena luchar y le promete que le pagara 200.000 créditos al terminar la misión. 
Luthen le pide que use un seudónimo entre los rebeldes, y Cassian elige el nombre 'Clem', en honor a su padre adoptivo. Vel Sartha, la líder del grupo rebelde presenta reparos a la incorporación pero finalmente acepta integrarlo a su equipo; tras una larga caminata de 1 día, lo presenta al resto del grupo conformado por Arvel Skeen, Karis Nemik, Taramyn Barcona, Cinta Kaz y Gorn, un teniente imperial; aunque el grupo se queja por no avisar la llegada de "Clem", Vel los persuade a aceptarlo, pero mantiene en secreto la participación de Luthen. Le explican a Cassian que planean robar la nómina de un sector imperial de un centro de suministro imperial clave, aprovechando un raro fenómeno natural en el cielo de Aldhani para escapar llamado "El Ojo", ya que su vehículo de escape es lento. Aunque Cassian ve el plan como una locura, finalmente decide participar.
Mientras tanto, en Coruscant, Luthen, haciéndose pasar por un comerciante de antigüedades, se reúne con la senadora Mon Mothma y discuten los desafíos para mantener oculta su oposición al Imperio, además de exigirle créditos para financiar las misiones rebeldes. Mothma expresa que hay más dificultad para mover dinero y que vera formas de sacarlo sin sospechas. Regresando a su hogar, discute con su esposo Perrin ya que esta incomoda con la invitación que le hizo a varios rivales políticos a una cena esa noche.
Debido al fracaso de la misión en Ferrix, el Imperio toma control del sistema Morlana y tanto Karn, como Mosk y Hyne son castigados y despedidos. Karn vuelve a Coruscant y se va a vivir con su madre Eedy, a quien no ve hace mucho tiempo. Mientras la Oficina de Seguridad Imperial (OSI) se reúne para reportar sus vigilancias, la joven teniente Dedra Meero se interesa en el incidente de Ferrix y busca acceso y autoridad en el caso debido a que la Unidad Starpath que había robado Cassian pertenecía a un sector que esta bajo su jurisdicción, pero su colega Blevin y su oficial superior Partagaz se oponen.

## Producción

### Desarrollo
El CEO de Disney, Bob Iger, anunció en febrero de 2018 que había varias series de Star Wars en desarrollo,  y en noviembre se reveló como una precuela de la película Rogue One (2016). La serie fue descrita como un programa de suspenso de espías centrado en el personaje Cassian Andor, con Diego Luna retomando su papel de la película.  Jared Bush desarrolló originalmente la serie, escribiendo un guion piloto y una biblia de la serie para el proyecto.  A fines de noviembre, Stephen Schiff se desempeñaba como productor ejecutivo y productor ejecutivo de la serie.  Tony Gilroy, quien fue acreditado como coguionista de Rogue One y supervisó extensas regrabaciones de la película,  se unió a la serie a principios de 2019 cuando discutió los primeros detalles de la historia con Luna.  La participación de Gilroy se reveló en octubre, cuando estaba listo para escribir el primer episodio, dirigir varios episodios y trabajar junto a Schiff; Gilroy había reemplazado oficialmente a Schiff como showrunner en abril de 2020. Para entonces, se habían llevado a cabo seis semanas de preproducción de la serie en el Reino Unido, pero esto se detuvo y la producción de la serie se retrasó debido a la pandemia de COVID-19. La preproducción había comenzado nuevamente en septiembre antes del inicio planificado de la filmación el próximo mes. En ese momento, Gilroy, que reside en Nueva York, decidió no viajar al Reino Unido para la producción de la serie debido a la pandemia y, por lo tanto, no pudo dirigir el primer episodio de la serie. En cambio, se contrató a Toby Haynes, con sede en el Reino Unido, que ya estaba "alto en la lista" de posibles directores de la serie, para dirigir los primeros tres episodios. Gilroy seguiría siendo productor ejecutivo y showrunner.  En diciembre de 2020, se reveló que Luna sería productor ejecutivo de la serie. 
El cuarto episodio, titulado "Aldhani", fue escrito por Dan Gilroy.

### Guion
La escritura se estructuró de modo que cada tres episodios contiene un arco narrativo. El segundo conjunto de tres episodios presenta a Luthen Rael reclutando a Andor para un atraco en una bóveda de nómina imperial en el planeta Aldhani. El episodio también amplía su alcance a medida que presenta gradualmente a su elenco completo, particularmente al presentar una nueva historia con Mon Mothma. Sin embargo, Mothma y Andor inicialmente no se encuentran, y Gilroy dice que "tienen una intersección, pero no se encuentran". Gilroy continuó comparándola con Nancy Pelosi, y señaló que había estado intentando usar su influencia política en el Senado Galáctico para evitar que el Imperio obtuviera poder. También había comentado que "en muchos sentidos su historia es la historia más tensa de todo el programa, porque tiene que hacer todo al descubierto".  La actriz Genevieve O'Reilly había discutido elementos de la historia de fondo de Mothma con Gilroy, señalando que había sido senadora desde que tenía 16 años, mientras que Gilroy estaba interesada en contemplar cómo su carrera política y su matrimonio influyeron en su vida. En el episodio, el esposo de Mothma, Perrin Fertha, responde con "¿Todo debe ser aburrido y triste?" cuando Mothma protesta por sus solicitudes de organizar fiestas para figuras imperiales con las que discute en el Senado. Sintió que la línea era representativa de "cuánto del Imperio también está dentro del matrimonio" y la influencia predominante del Imperio en su vida, lo que había dificultado sus intentos de ayudar de forma encubierta a la Rebelión. Además, O'Reilly sintió que el episodio en general había representado más de la vida de Mothma y la reveló como una "mujer profundamente complicada" que eventualmente "se apoyaría en la semilla de su propia rebelión".
El actor Kyle Soller había colaborado con la actriz Kathryn Hunter, quien interpreta a la madre de Syril Karn, Eedy Karn, en el desarrollo de elementos de una posible historia de fondo. Soller dijo que decidieron que el padre de Karn "se había ido muy pronto, de una manera realmente amarga y horrible", lo que había servido como una "plataforma de lanzamiento para cómo Eedy luego engendró a Syril, que es por haber sido agraviada y su ira, dolor y decepción y la frustración de que él se fuera acaba de filtrarse en Syril". Hunter también había notado que Eedy tenía dificultades para llegar a la posición en la que había estado y puso altas expectativas en Syril, ya que quería que él tuviera éxito. También comentó que Eedy era "probablemente una mujer frustrada ella misma, y está compensando en exceso con su hijo".

### Rodaje
El rodaje comenzó en Londres, Inglaterra, a finales de noviembre de 2020,   con la producción basada en Pinewood Studios.   La serie fue filmada bajo el título provisional Pilgrim,  y fue la primera serie de Star Wars de acción en vivo que no hizo uso de la tecnología de fondo digital StageCraft. Los lugares de rodaje incluyeron Black Park en Buckinghamshire, Inglaterra para las escenas retrospectivas, así como en Middle Peak Quarry en Derbyshire, Inglaterra. Las escenas de Aldhani se filmaron en locaciones de Glen Tilt, Perthshire, Escocia y las Tierras Altas de Escocia. La fortaleza imperial representada en el episodio era un modelo de la central eléctrica de Cruachan.

### Música
Nicholas Britell compuso la partitura musical del episodio.  La banda sonora del episodio se lanzó en octubre de 2022 como parte del primer volumen de la serie.

## Estreno
"Aldhani" se lanzó en Disney+ el 28 de septiembre de 2022.

## Recepción

### Respuesta crítica
El sitio web del agregador de reseñas Rotten Tomatoes informa un índice de aprobación del 89% con una calificación promedio de 7.70/10, según 95 reseñas. El consenso crítico del sitio dice: "Con su configuración firmemente establecida, Andor se fortalece como una aventura refrescante de Star Wars".